# ポワソン (オート＝マルヌ県)
ポワソン （Poissons）は、フランス、グラン・テスト地域圏、オート＝マルヌ県のコミューン。

## 地理
ジョアンヴィルの東、サン＝ディジエの南東に位置する。ポワソンはマルヌ川谷上流の地方である、ヴァラージュの一部である。コミューンをロンジャン川とその支流ピサンセル川が横断する。

## 歴史
町はかつて鉄鉱石採掘および、19世紀オート＝マルヌ鉄鋼業の中心地であった。

## 人口統計
| 1962年 | 1968年 | 1975年 | 1982年 | 1990年 | 1999年 | 2009年 | 2014年 |
| ------ | ------ | ------ | ------ | ------ | ------ | ------ | ------ |
| 742    | 732    | 720    | 747    | 732    | 747    | 736    | 693    |

参照元:1962年から1999年までは複数コミューンに住所登録をする者の重複分を除いたもの。それ以降は当該コミューンの人口統計によるもの。1999年までEHESS/Cassini、2006年以降INSEE。

## 史跡
- サンタニャン教会 - 16世紀ゴシック・フランボワイヤン様式。フランス歴史文化財指定[4][5]。
- 円形の泉 - 伝説によれば、1429年2月、ヴォクルールからサントゥルバン修道院へ向かう途中だったジャンヌ・ダルクが、馬に水を飲ませた場所であるという。

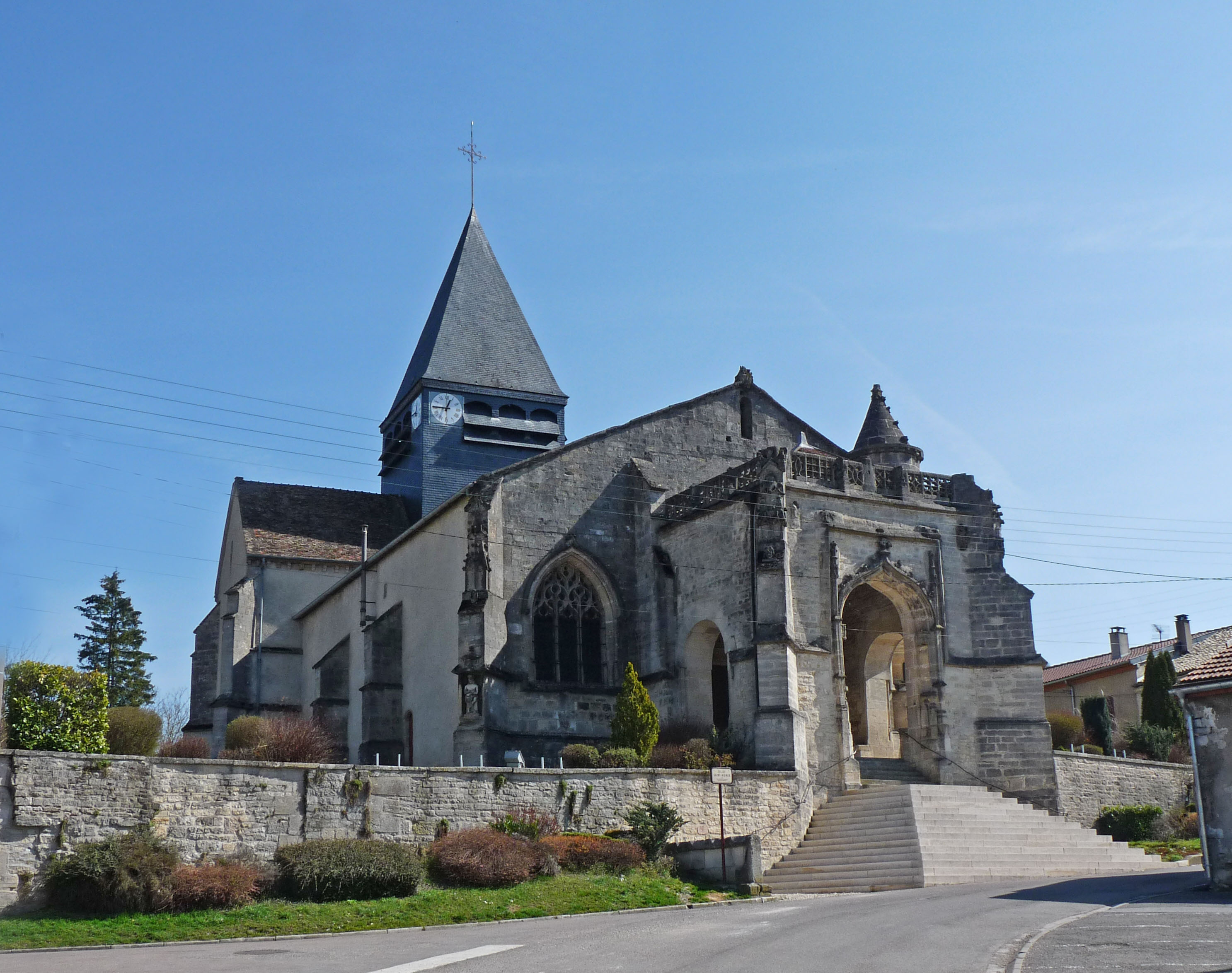
サンタニャン教会
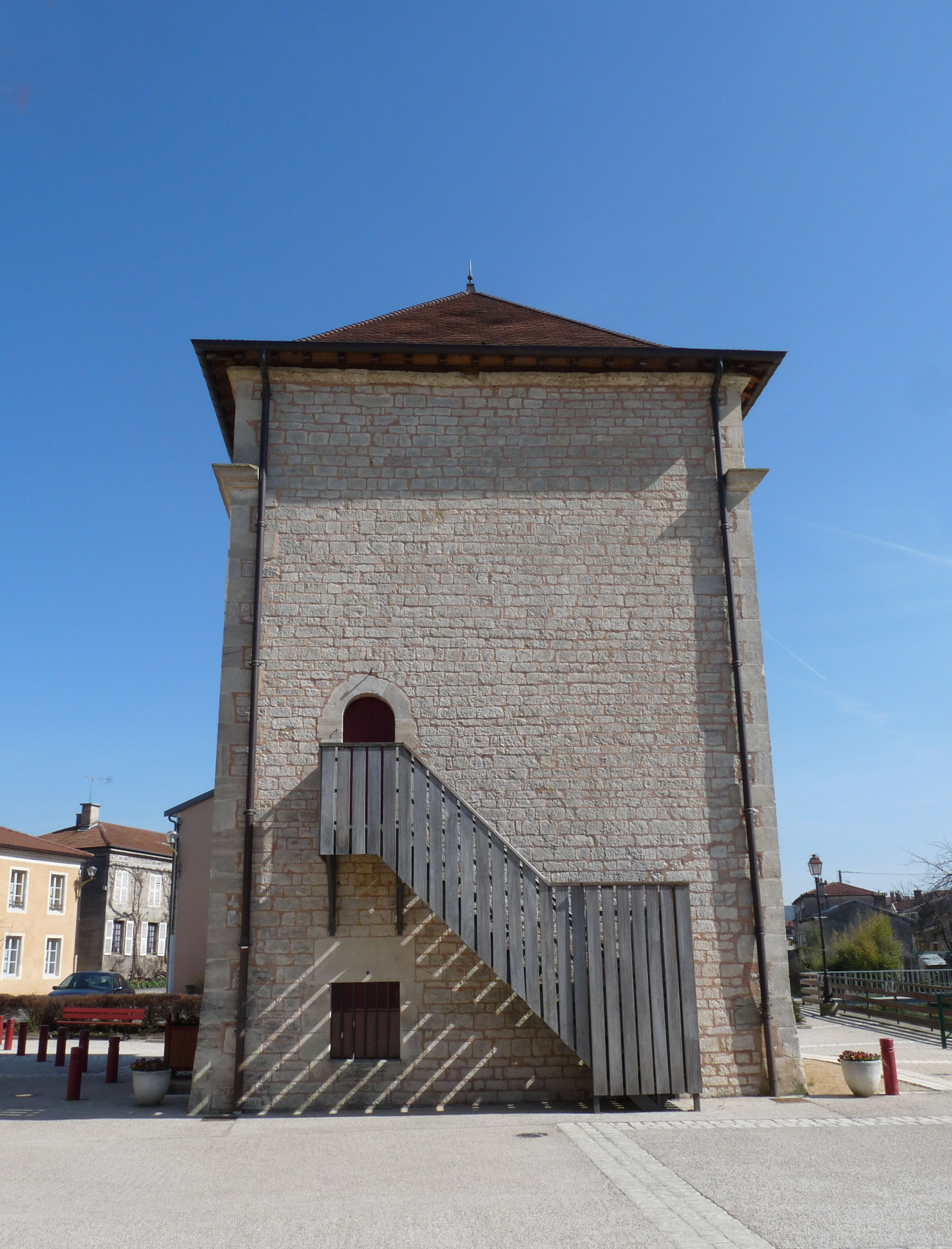
シャトーの監視塔
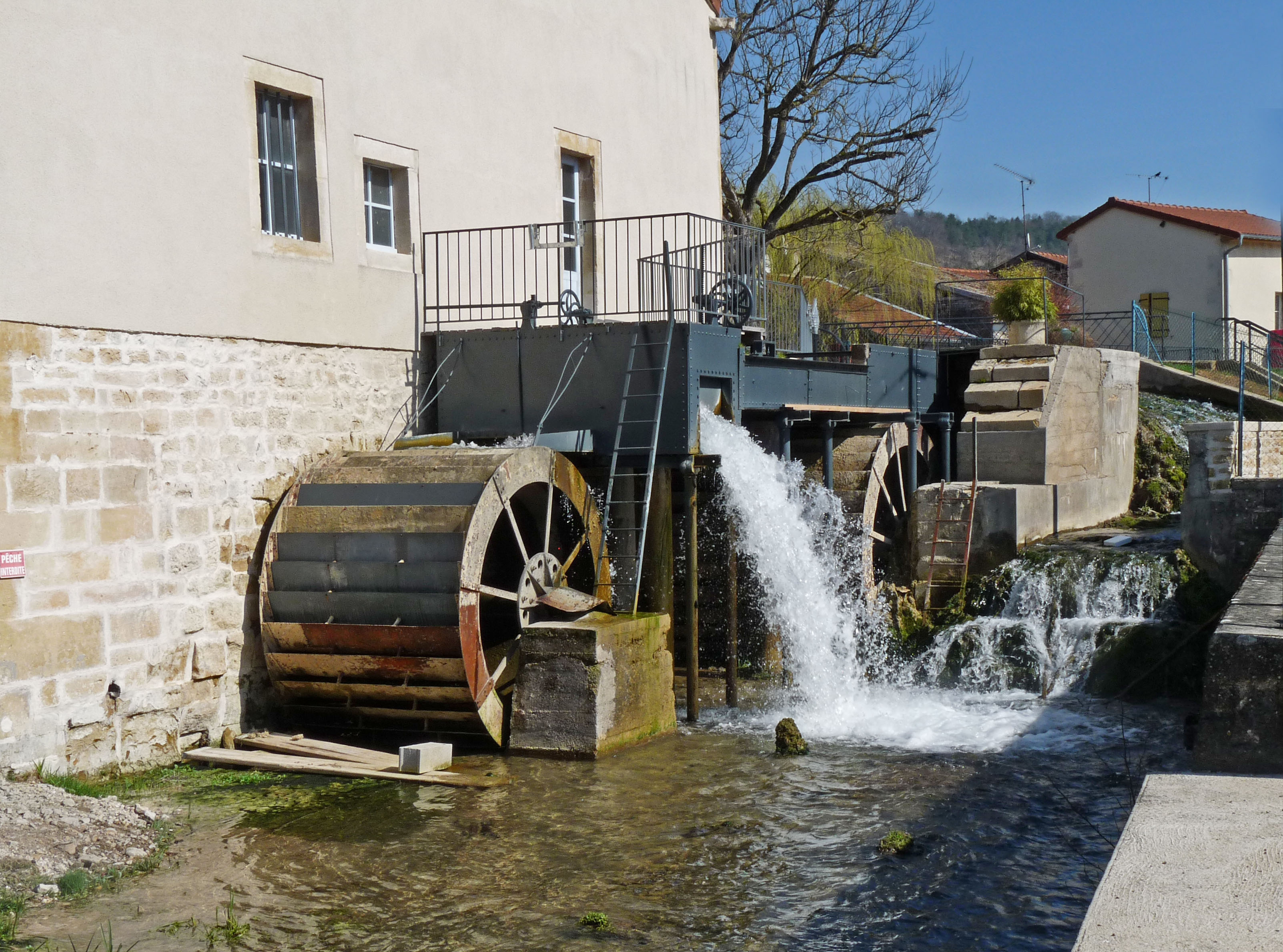
水車
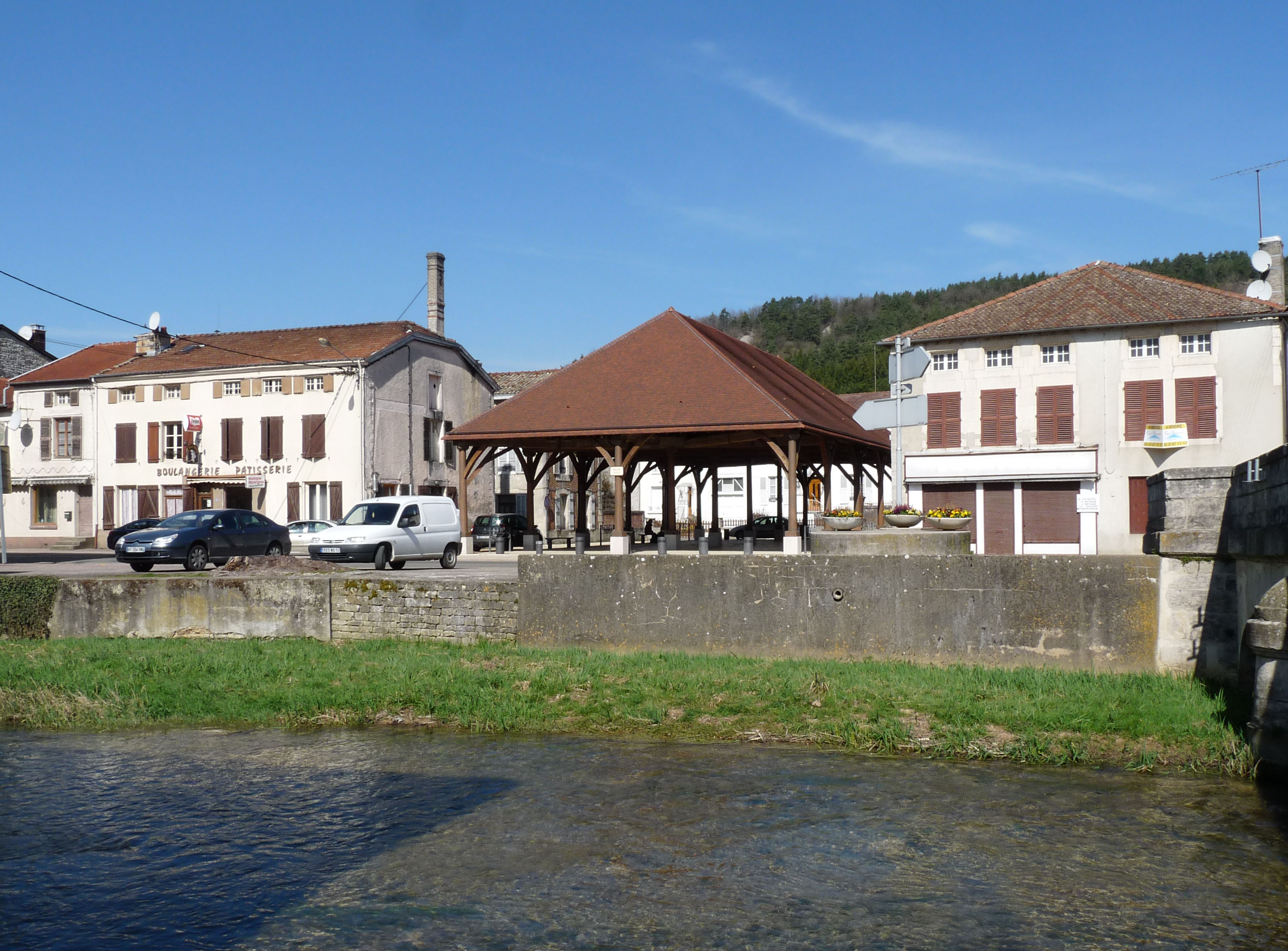
アル
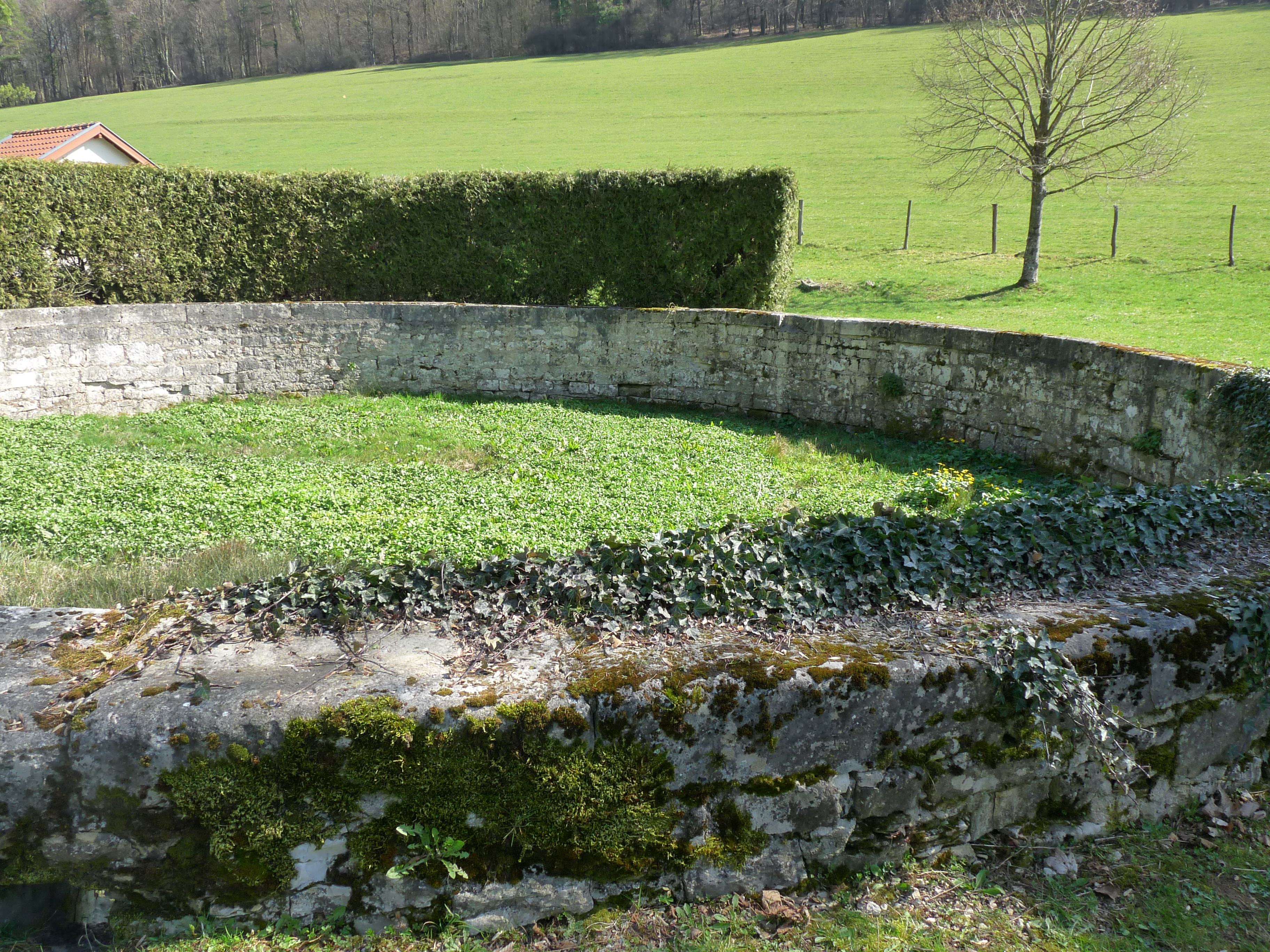
円形の泉
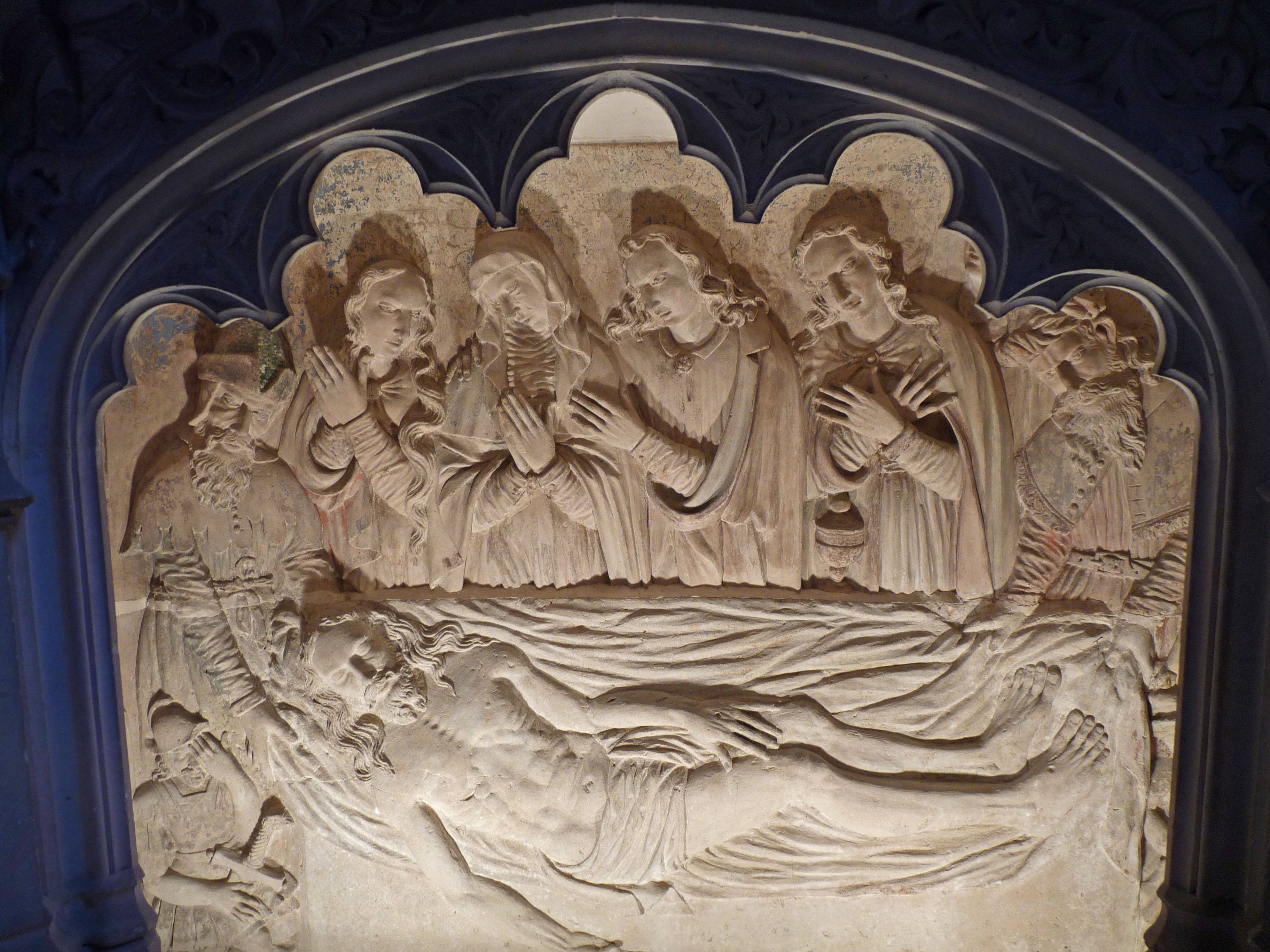
キリストの埋葬を描いたサンタニャン教会のレリーフ

## 姉妹都市
- アヴリル、ムルト＝エ＝モゼル県 - この姉妹都市協定は、エイプリルフール（フランス語ではPoisson d'avril、『四月の魚』となる）との洒落をかけている[6]。